# Campo Olímpico de Golfe
Il Campo Olímpico de Golfe è un campo da golf costruito a Barra da Tijuca in occasione dei Giochi Olimpici del 2016. Localizzato nella Reserva de Marapendi, ha una superficie totale di 970 000 m² e dista soli 5 km dal Villaggio olimpico.

## Storia
La costruzione del campo è in iniziata nel 2013 ed è terminata nel 2015, con l'inaugurazione avvenuta il 22 novembre di quell'anno. L'8 marzo 2016 il campo ha ospitato la prima competizione, il test preolimpico Desafio Aquece Rio, a cui hanno partecipato i golfisti brasiliani Miriam Nagl, Victoria Lovelady e Alexandre Rocha.
Nel 2016, il campo ha ospitato, appunto, il torneo di golf maschile e quello femminile dei Giochi della XXXI Olimpiade, segnando il ritorno di questo sport dopo un'assenza che dura dalle Olimpiadi di Saint Louis 1904. Terminati i giochi, il campo sarà aperto al pubblico e sarà gestito dalla Confederação Brasileira de Golfe.

## Critiche
La costruzione del campo è stata molto critica dagli ambientalisti, poiché il sito si trova vicino ad una zona protetta. Inoltre, per facilitare i lavori, il comune di Rio de Janeiro ha ridotto l'area protetta del parco di 58 500 m²; i movimenti Golfe Para Quem e Ocupa Golfe hanno di conseguenza organizzato manifestazioni e occupazioni fuori dalla zona dei lavori per più di tre mesi.
In seguito, Golfe Para Quem ha inviato una rappresentanza al procuratore di Rio de Janeiro, che ha aperto un'inchiesta contro la città per condotta impropria. Secondo l'accusa, c'era stato un sovrapprezzo nell'appalto del lavori alla società Fiori Empreendimentos. Infatti, anche se la costruzione, dal costo di 60 milioni di real brasiliani, era stata finanziata dalla Fiori, la città aveva aumentato gli indici edificabili della zona, che erano passati da un massimo di 6 piani a 22; questa variazione avrebbe quindi generato ai costruttori un profitto di oltre 1 miliardo di real.